# 孟溪镇
孟溪镇，是中华人民共和国贵州省铜仁市松桃苗族自治县下辖的一个乡镇级行政单位。

## 行政区划
孟溪镇下辖以下地区：
孟溪社区、寨院村、安山村、坪南村、铜钱山村、矮屯村、寨干村、红岩村、油蓬村、白泥凼村、木耳村、蛤蟆塘村、青石溪村、和尚坪村、凯塘村、河口村、寨阳村、桃坪村、干坝沟村、太平山村、老屋村、头京村、芭茅村和下坪村。